# Arkhangelsk
Pour les articles homonymes, voir Arkhangelsk (homonymie).
Arkhangelsk (en russe : Архангельск), anciennement francisée  en Archangel, est une ville portuaire de Russie et la capitale administrative de l'oblast d'Arkhangelsk. Il est aussi le centre administratif du raïon du Littoral, bien qu'il n'en fasse pas partie, et le siège de l'okroug urbain d'Arkhangelsk, dont il fait partie. Sa population s'élève à 346 979 habitants en 2020.

## Géographie

### Situation
La ville d'Arkhangelsk est située à l'embouchure de la Dvina septentrionale, à environ 25 km de la mer Blanche, à 591 km au sud-est de Mourmansk, à 735 km au nord-est de Saint-Pétersbourg et à 990 km au nord de Moscou. Il est inclus dans l'okroug urbain d'Arkhangelsk.

### Climat
Le climat d'Arkhangelsk est subarctique (Dfc dans la classification de Köppen). Les eaux de la mer Blanche qui baignent la ville exercent un effet modérateur sur les températures. L'hiver est froid sans être excessif avec des températures moyennes journalières de −10 °C à −13 °C et l'été est frais et bref avec des températures moyennes journalières de l'ordre de 15 °C. La neige recouvre le sol en moyenne 174 jours par an de la fin octobre à la fin avril. La hauteur de neige peut atteindre 102 cm à la fin de l'hiver (la valeur moyenne est de 45 cm en mars).
- Température record la plus basse : −45,2 °C (janvier 1885) ;
- Température record la plus haute : 34,4 °C (juillet 1972) ;
- Nombre moyen de jours avec de la neige dans l'année : 158 ;
- Nombre moyen de jours de pluie dans l'année : 125 ;
- Nombre moyen de jours avec de l'orage dans l'année : 15 ;
- Nombre moyen de jours avec tempête de neige dans l'année : 14 ;
- Nombre moyen de jours avec du brouillard dans l'année : 34.

| Mois                                        | jan.       | fév.       | mars       | avril      | mai        | juin      | jui.      | août      | sep.      | oct.       | nov.       | déc.       | année      |
| ------------------------------------------- | ---------- | ---------- | ---------- | ---------- | ---------- | --------- | --------- | --------- | --------- | ---------- | ---------- | ---------- | ---------- |
| Température minimale moyenne (°C)           | −15,2      | −14,4      | −9,7       | −3,4       | 2,5        | 7,7       | 11,5      | 9,3       | 5,6       | 0,4        | −6,7       | −11,3      | −2         |
| Température moyenne (°C)                    | −11,6      | −10,7      | −5,5       | 0,8        | 7,5        | 13,1      | 16,5      | 13,6      | 8,8       | 2,5        | −4,2       | −8,2       | 1,9        |
| Température maximale moyenne (°C)           | −8,4       | −7,1       | −1,1       | 5,6        | 13,1       | 18,7      | 22,1      | 18,6      | 12,8      | 5          | −1,9       | −5,3       | 6          |
| Record de froid (°C) date du record         | −45,2 1885 | −41,2 1966 | −37,1 1902 | −27,3 1911 | −13,7 1893 | −3,9 1930 | −0,5 1980 | −4,1 1966 | −7,5 1966 | −21,1 1992 | −36,1 1968 | −43,2 1978 | −45,2 1885 |
| Record de chaleur (°C) date du record       | 5 1971     | 5,2 1998   | 12,3 2016  | 25,3 2001  | 32,1 2021  | 33 2013   | 34,4 1972 | 33,4 1920 | 27,7 1951 | 18,3 1974  | 10 2011    | 5,8 2006   | 34,4 1972  |
| Ensoleillement (h)                          | 13         | 56         | 117        | 193        | 262        | 298       | 301       | 203       | 116       | 59         | 19         | 6          | 1 643      |
| Précipitations (mm)                         | 42         | 32         | 31         | 32         | 48         | 65        | 75        | 82        | 62        | 68         | 51         | 48         | 636        |
| dont neige (cm)                             | 36         | 45         | 48         | 19         | 1          | 0         | 0         | 0         | 0         | 2          | 11         | 24         | 186        |
| Record de pluie en 24 h (mm) date du record | 21 1964    | 20 1920    | 21 1930    | 27 2019    | 44 1905    | 54 1979   | 57 2016   | 63 1914   | 50 1960   | 27 1923    | 27 2014    | 22 1953    | 63 1914    |
| Nombre de jours avec précipitations         | 2          | 2          | 4          | 10         | 17         | 17        | 18        | 19        | 22        | 19         | 9          | 4          | 143        |
| Humidité relative (%)                       | 85         | 84         | 80         | 72         | 68         | 69        | 75        | 81        | 85        | 88         | 89         | 87         | 80         |
| Nombre de jours avec neige                  | 27         | 26         | 23         | 13         | 6          | 1         | 0         | 0,03      | 1         | 13         | 25         | 28         | 163        |
| Nombre de jours d'orage                     | 0          | 0          | 0          | 0,1        | 2          | 4         | 6         | 2         | 1         | 0          | 0          | 0          | 15         |
| Nombre de jours avec brouillard             | 2          | 2          | 2          | 3          | 2          | 1         | 1         | 3         | 3         | 3          | 3          | 2          | 27         |

| Diagramme climatique                                  |             |            |           |           |           |            |           |           |        |            |             |
| J                                                     | F           | M          | A         | M         | J         | J          | A         | S         | O      | N          | D           |
| −8,4−15,242                                           | −7,1−14,432 | −1,1−9,731 | 5,6−3,432 | 13,12,548 | 18,77,765 | 22,111,575 | 18,69,382 | 12,85,662 | 50,468 | −1,9−6,751 | −5,3−11,348 |
| Moyennes : • Temp. maxi et mini °C • Précipitation mm |             |            |           |           |           |            |           |           |        |            |             |

### Environnement
En 2019, une décharge destinée à accueillir les déchets de Moscou est en construction. Un demi-million de tonnes de déchets par an y seraient acheminés par train. Un mouvement de protestation citoyen se constitue pour tenter de faire opposition au projet.
Accident nucléaire russe du 8 août 2019 : en 2019, le 8 août vers midi, au large de Nyonoksa, une explosion tue au moins cinq ingénieurs de l'agence nucléaire russe Rosatom travaillant pour le centre de recherche nucléaire du Grand Nord (basé à Sarov, où l'Union soviétique avait mis au point ses premières bombes atomiques). L'explosion aurait aussi fait trois blessés et pourrait avoir été source d'une contamination radioactive de l'environnement (le 12 août, selon le ministre de la Défense russe l'accident n'a pas engendré de "contamination radioactive", mais la ville de Severodvinsk, à 30 kilomètres de la base, a annoncé avoir « enregistré une brève hausse de la radioactivité » (publication ensuite rapidement retirée). Ce même jour, l'État russe fait savoir que ces personnes travaillaient à tester de « nouveaux armements », et selon Viatcheslav Soloviev (directeur scientifique du centre militaire de Sarov) l'accident aurait aussi impliqué un petit réacteur nucléaire. L'agence russe de météorologie cite une augmentation de 4 à 16 fois le taux habituel de la radioactivité de l'air, sans danger pour la santé, selon elle. La Norvège a détecté des traces d'iode radioactif, à Svanhovd dans une station de mesure proche de sa frontière avec la Russie, du 9 au 12 août .

## Histoire

### Origines
Le territoire où se situe actuellement Arkhangelsk est connu des Vikings sous le nom de Bjarmeland. D'après les récits de voyage de Ottar du Hålogaland, des constructions existent déjà à l'emplacement supposé de la future Arkhangelsk, vers l'an 800. D'après l'historien islandais Snorri Sturluson, un raid viking mené par Thorir Hund vise cette même zone en 1027.
Au XIIe siècle, des moines de Novgorod fondent le monastère de l'Archange-Michel à l'estuaire de la Dvina septentrionale.
L'origine de cette ville s'explique par le manque de façade maritime navigable pour la Russie. Effectivement les deux seuls autres débouchés sont la Baltique et la mer Noire. La première n'est véritablement une interface avec le monde qu'avec la construction de Saint-Pétersbourg sous Pierre le Grand. Pour la seconde, les guerres quasi perpétuelles avec l'Empire ottoman, bloquent jusqu'à la fin du XVIIIe siècle, l'accès à la mer Méditerranée et donc au commerce international. Les conflits qui l'opposent à ses puissants voisins ottomans et suédois ne permettent pas à la Russie de s'installer de façon durable sur ces deux rivages. Le problème de l'isolement de la Russie se pose aussi aux États européens.
En effet, au moment où le futur Empire russe entame une phase d'expansion territoriale qui ne se termine qu'après plusieurs siècles, les Turcs prennent Constantinople, fermant (pour un temps) aux États européens l'accès terrestre traditionnel à la route des Indes. Les voies maritimes nouvellement découvertes, qui conduisent vers la Chine et l'Inde, ne peuvent pas être pleinement utilisées car les Portugais et les Espagnols gardent la mainmise sur celles-ci. Ainsi, Anglais, Français, Hanséates, Hollandais, Génois et Vénitiens s'efforcent d'obtenir l'autorisation de traverser les États de l'Est de l'Europe. Cependant le roi du Danemark, qui est le maître des détroits grâce à sa suzeraineté sur la Norvège, n'autorise le passage dans ses eaux sans le paiement de fortes taxes. Il faut donc trouver une voie depuis la mer Blanche jusqu'au théâtre du commerce européen.
David Koch et Grégori Zitoma, les premiers, vont reconnaître la mer Blanche sous les ordres du tsar. Ils partent de la mer Blanche et atteignent Trondheim, le grand port de la Norvège septentrionale. 
Seulement plus de cinquante ans plus tard, le 10 mai 1553, trois petits navires anglais partent du port de Ratcliff (en) sur la Tamise. Le 24 août 1553, Richard Chancellor, à la tête de l'Edward-Bonaventure, arrive à l'embouchure de la Dvina septentrionale, près du monastère de Saint-Nicolas. Le Tsar le reçoit en audience solennelle et lui remet une lettre destinée au roi Édouard VI dans laquelle il promet de faire un bon accueil aux marchands anglais qui désireront se rendre dans ses États. De retour en Angleterre, les armateurs de l'expédition obtiennent de la reine Marie une charte qui leur assure le privilège de commercer avec la Russie, cette compagnie prend le nom de Merchant adventurers of England the discoveries of lands, territories, isles, dominions and seigneuries unknow and not before that late entreprise by sea or navigation commonly frequented, désignée plus ordinairement la Moscovy Compagny. Ainsi, l'Angleterre obtient dès les premiers temps du commerce en mer Blanche, une place privilégiée voire hégémonique. L'Angleterre exporte des draps apprêtés et teints (le principal article de commerce), des cotonnades, des étoffes de soie, des eaux de vie, du sucre, des médicaments, de la vaisselle, des fruits secs, des instruments de musique et aussi des armes, des munitions, du plomb et du cuivre, au grand désarroi des adversaires polonais et suédois du tsar qui ne manquent pas de s'en plaindre.
Le commerce en mer Blanche est ainsi l'œuvre conjuguée d'une exploration préalable de la part des Russes, exploration qui bien des années plus tard arrive à l'oreille de marchands anglais audacieux, qui entreprennent la reconnaissance et l'ouverture d'une nouvelle voie maritime vers la Russie : la première de cette importance pour une Russie avide de contacts avec l'Occident.
Petit à petit, un lieu d'étape se développe en amont de Saint-Nicolas autour du monastère de Saint-Michel-l'Archange. Des magasins y sont établis pour recevoir les marchandises apportées par les étrangers et celles débarquées par les Russes, descendant la Dvina septentrionale. L'élevage d'une race spécifique de vaches nordiques se développe à Arkhangelsk : sa viande fait probablement l'objet d'une exportation, même limitée. Arkhangelsk fait partie d'une zone de forte densité démographique qui se situe le long de la Dvina septentrionale jusqu'à Moscou, et est l'une des villes les plus importantes de l'Empire russe.

### Port stratégique

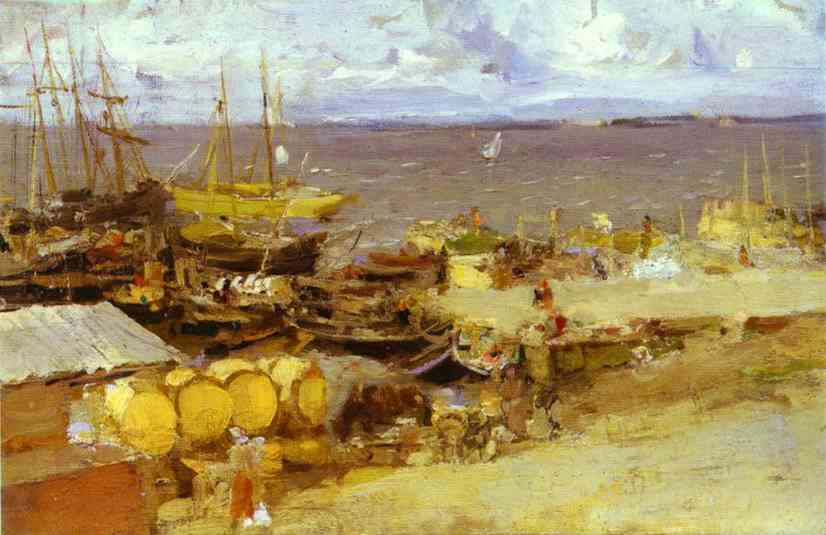
Le port sur la Dvina en 1894, par Constantin Korovine.

En 1584, Ivan le Terrible ordonne ainsi la fondation de Novokholmogory (« Nouvelle Kholmogory »), qui adopte plus tard un nom inspiré du monastère voisin : ville de l'archange ou Arkhangeslki Gorod, qui donne par la suite Arkhangelsk.
En 1693, Pierre le Grand décide la création d'un chantier naval, si bien qu'au début du XVIIIe siècle, Arkhangelsk devient la capitale de la construction navale russe. Elle était la seule place maritime commerçante de la Russie avec l'Europe, avant la fondation de Saint-Pétersbourg en 1703. En 1708, la ville devient le chef-lieu d'un des huit nouveaux gouvernements de l'Empire russe, le gouvernement d'Arkhangelogorod qui devient en 1796 après plusieurs réformes le gouvernement d'Arkhangelsk.
Durant la guerre de Crimée, la ville est la cible de plusieurs expéditions navales franco-anglaises. Celles-ci visent à mettre en place un blocus en mer Blanche afin d'empêcher toute opération commerciale de la Russie durant la guerre.

### XXesiècle

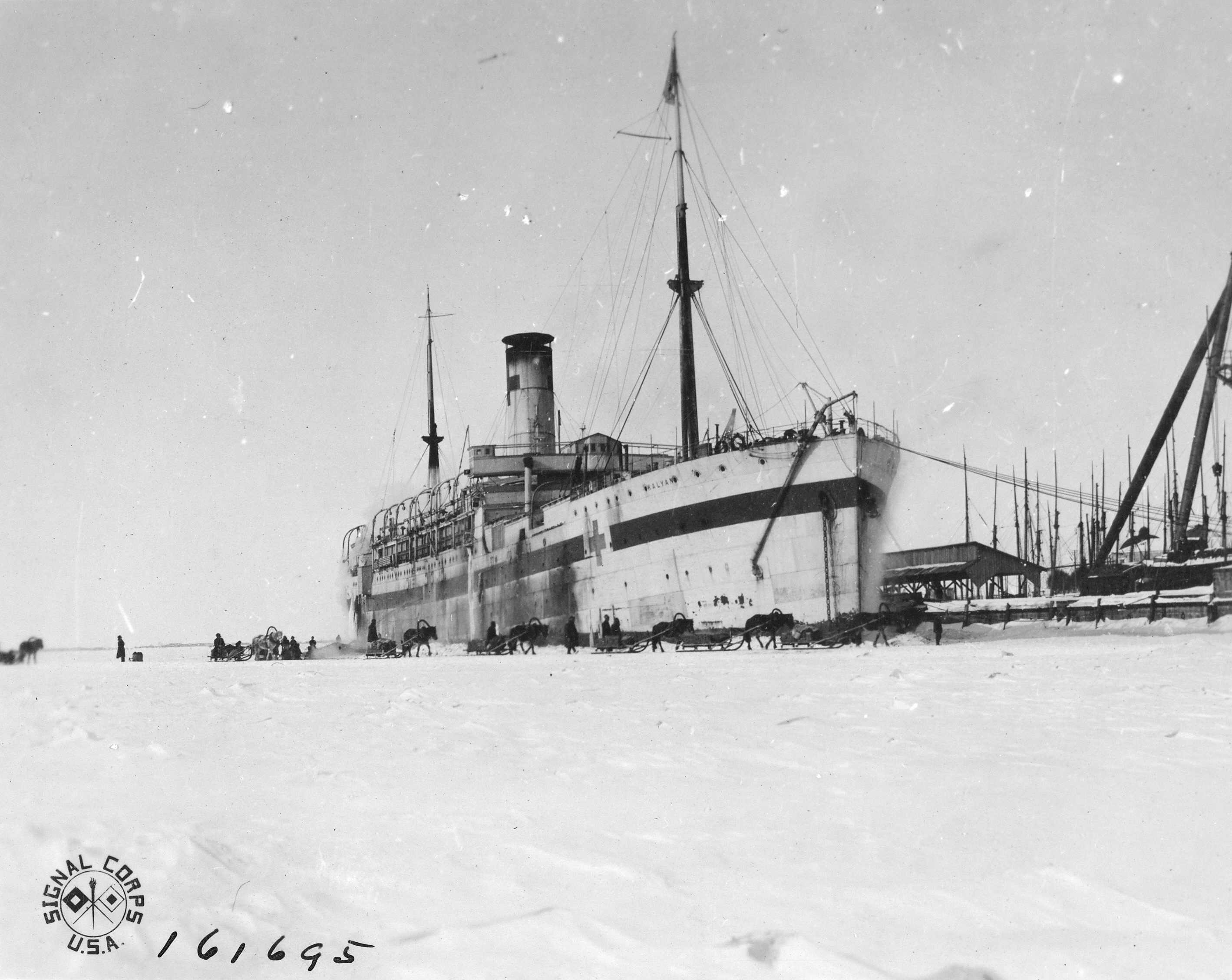
En 1918 ou 1919, le navire-hôpital du Royaume-Uni SS Kalyan à Arkhangelsk.

Arkhangelsk est un point d'approvisionnement allié pendant la Première Guerre mondiale. C'est notamment là que débarque le corps expéditionnaire des auto-canons envoyé par la Belgique pour se battre aux côtés de l'armée russe. Le 15 octobre 1917, le premier transport de légionnaires tchèques et slovaques partit d'Archangelsk, à destination des champs de bataille français de la Première Guerre mondiale. Pendant la guerre civile (1918-1920), les Blancs font de la ville la capitale d'un éphémère oblast du Nord antibolchévique, où ils reçoivent le soutien de puissances européennes et des États-Unis lors de l'intervention en Russie septentrionale. En janvier 1920, après avoir vaincu les Blancs et contraint les forces de l'intervention étrangère à se retirer, le pouvoir soviétique s'établit à Arkhangelsk.
Durant la Seconde Guerre mondiale, la ville est l'une des destinations — avec Mourmansk et Severodvinsk — des convois de l'Arctique alliés destinés à approvisionner les Soviétiques.

### XXIesiècle
C'est aujourd'hui une importante région de pêche et de production de bois.

## Population et société

### Démographie
Recensements (*) ou estimations de la population

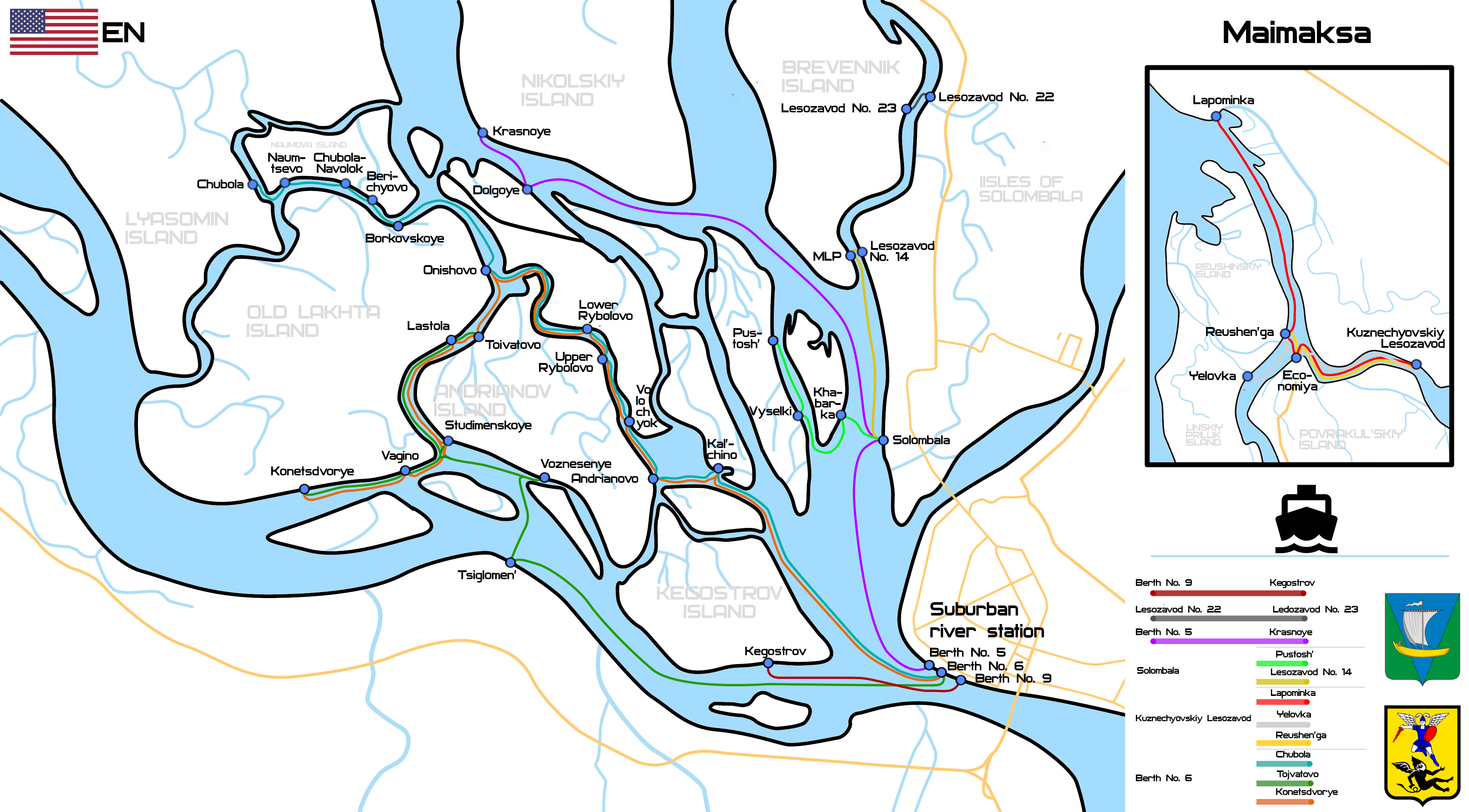
Carte du réseau de bateaux-bus d'Arkhangelsk.

| 1811   | 1840  | 1856   | 1863   | 1897*  | 1913   | 1914   | 1923*  |
| ------ | ----- | ------ | ------ | ------ | ------ | ------ | ------ |
| 11 000 | 9 600 | 15 200 | 20 200 | 20 882 | 35 400 | 36 900 | 53 300 |

| 1926*  | 1939*   | 1959*   | 1970*   | 1979*   | 1989*   | 2002*   | 2010*   |
| ------ | ------- | ------- | ------- | ------- | ------- | ------- | ------- |
| 71 091 | 251 000 | 256 309 | 342 590 | 385 028 | 415 921 | 356 051 | 348 783 |

| 2013    | 2014    | 2015    | 2016    | 2017    | 2018    | 2019    | 2020    |
| ------- | ------- | ------- | ------- | ------- | ------- | ------- | ------- |
| 350 985 | 350 368 | 350 982 | 351 226 | 351 488 | 349 742 | 348 343 | 346 979 |

### Sports
Le bandy est le sport le plus populaire de la ville. Vodnik, l'équipe d'Arkhangelsk, a été neuf fois championne de Russie.

## Transport
Arkhangelsk possède un aéroport :
- Arkhangelsk, code AITA : ARH.

Arkhangelsk est un terminus du Chemin de fer du Nord (Russie)

## Politique et administration

### Tendances politiques
| Scrutin          | 1er tour | 1er tour | 1er tour | 1er tour | 1er tour | 1er tour | 1er tour | 1er tour | 1er tour | 1er tour | 1er tour | 1er tour | 2d tour     | 2d tour     | 2d tour     | 2d tour     | 2d tour     | 2d tour     | 2d tour     | 2d tour     | 2d tour     | 2d tour     |
| Scrutin          | 1er      | 1er      | %        | 2e       | 2e       | %        | 3e       | 3e       | %        | 4e       | 4e       | %        | 1er         | 1er         | %           | 2e          | 2e          | %           | 3e          | %           | 4e          | %           |
| ---------------- | -------- | -------- | -------- | -------- | -------- | -------- | -------- | -------- | -------- | -------- | -------- | -------- | ----------- | ----------- | ----------- | ----------- | ----------- | ----------- | ----------- | ----------- | ----------- | ----------- |
| Municipales 2013 |          | ER       | 37,85    |          | KPRF     | 17,41    |          | LDPR     | 12.66    |          | SRZP     | 9,45     | Tour unique | Tour unique | Tour unique | Tour unique | Tour unique | Tour unique | Tour unique | Tour unique | Tour unique | Tour unique |
| Municipales 2018 |          | ER       | 27,41    |          | KPRF     | 21,43    |          | SRZP     | 17,94    |          | Iabloko  | 17,3     | Tour unique | Tour unique | Tour unique | Tour unique | Tour unique | Tour unique | Tour unique | Tour unique | Tour unique | Tour unique |
| Municipales 2023 |          | ER       | 49,11    |          | SRZP     | 13,84    |          | NL       | 7,59     |          | KPRF     | 3,02     | Tour unique | Tour unique | Tour unique | Tour unique | Tour unique | Tour unique | Tour unique | Tour unique | Tour unique | Tour unique |

### Jumelages
| Ville | Ville                    | Pays | Pays        | Période                |
| ----- | ------------------------ | ---- | ----------- | ---------------------- |
|       | Aktsiabarski             |      | Biélorussie | depuis 2022            |
|       | Ashdod,                  |      | Israël      | depuis le 24 juin 2012 |
|       | Djermouk                 |      | Arménie     | depuis 2018            |
|       | Emden                    |      | Allemagne   | depuis 1989            |
|       | Kiruna                   |      | Suède       | depuis 1999            |
|       | Mulhouse                 |      | France      | depuis 1992            |
|       | Portland                 |      | États-Unis  | depuis 1988            |
|       | Soukhoumi (municipalité) |      | Abkhazie    | depuis 2011            |
|       | Słupsk                   |      | Pologne     |                        |
|       | Vardø                    |      | Norvège     | depuis 1989            |

## Personnalités liées à la ville
- Mikhaïl Lavrov (1799-1882), amiral russe et explorateur de l'Arctique.
- Alexandre von Hohen (1856-1914), architecte russe.
- Boris Shilkov (1927-2015), patineur de vitesse soviétique.
- Mikhaïl Pletnev (1957-), pianiste, chef d'orchestre et compositeur russe.
- Yelena Zhupiyeva (1960-), athlète soviétique.
- Sergueï Outschakov (1968-), cycliste russe.
- Evgeny Lagunov (1985-), nageur russe.
- Alex Gilbert (1992-), défenseur de l'adoption néo-zélandaise, y est né.
- Eugénie Markon (1902-1931).

## Dans la fiction
Le film et le jeu vidéo GoldenEye débutent dans un complexe d'armes chimiques situé au pied d'un barrage près d'Arkhangelsk, chose peu réaliste étant donné l'absence de relief de la région.
Au début du roman Frankenstein ou le Prométhée moderne, de Mary Shelley, c'est d'Arkhangelsk que part le bateau du Capitaine Walton, qui ne tardera pas à recueillir le Professeur Frankenstein, à la poursuite de sa créature monstrueuse qui cherche à lui échapper et à se réfugier dans les glaces éternelles.